# Diego Díez Ferreras
Diego Díez Ferreras (¿? -1697) fue un pintor barroco español, oriundo de Carmona (Sevilla) pero activo en Valladolid donde se le documenta desde 1662 hasta su muerte.

## Biografía
Su producción, muy abundante y dispersa, tratándose del más representativo pintor vallisoletano de la segunda mitad del siglo XVII, es de un estilo ingenuo y casi popular.
En 1662 se encontraba ya establecido en Valladolid, donde recibió como aprendiz a Manuel Osorio, familiar quizá de la Inés Osorio con quien casaría más tarde, siendo testigo el escultor Francisco Díez de Tudanca.
A partir de esa fecha y hasta su muerte son muy numerosos los encargos y pinturas firmadas que se conservan, tanto en Valladolid y su zona, como en Segovia, donde son suyas las pinturas del retablo mayor del Seminario Diocesano, antiguo convento de jesuitas, y Palencia, para cuya catedral ejecutó las pinturas de los retablos de las capillas de la Purísima y de San Fernando, con escenas en el primero de la batalla de las Navas de Tolosa e historias de la vida del rey Fernando III el Santo en el segundo. 
Escaso de recursos técnicos e incapaz de dotar de movimiento a sus grupos, pese a abordar con frecuencia iconografías escasamente tratadas o completamente inéditas recurrió con frecuencia a estampas ajenas, como se aprecia, por ejemplo, en las pinturas dedicadas a la Asunción de la Virgen en el retablo mayor de Laguna de Duero, procedente del convento de San Francisco de Valladolid, y Colegiata de San Antolín de Medina del Campo, firmada ésta en Valladolid en 1682, inspiradas en un grabado sobre una composición de Rubens. Por su valor testimonial, más que por sus valores, estéticos, merece destacarse la serie de ocho óleos encastrados en la bóveda del Colegio de San Albano (Valladolid) donde narró la historia de la Virgen Vulnerata, profanada durante el saqueo de Cádiz por los ingleses en 1596. 

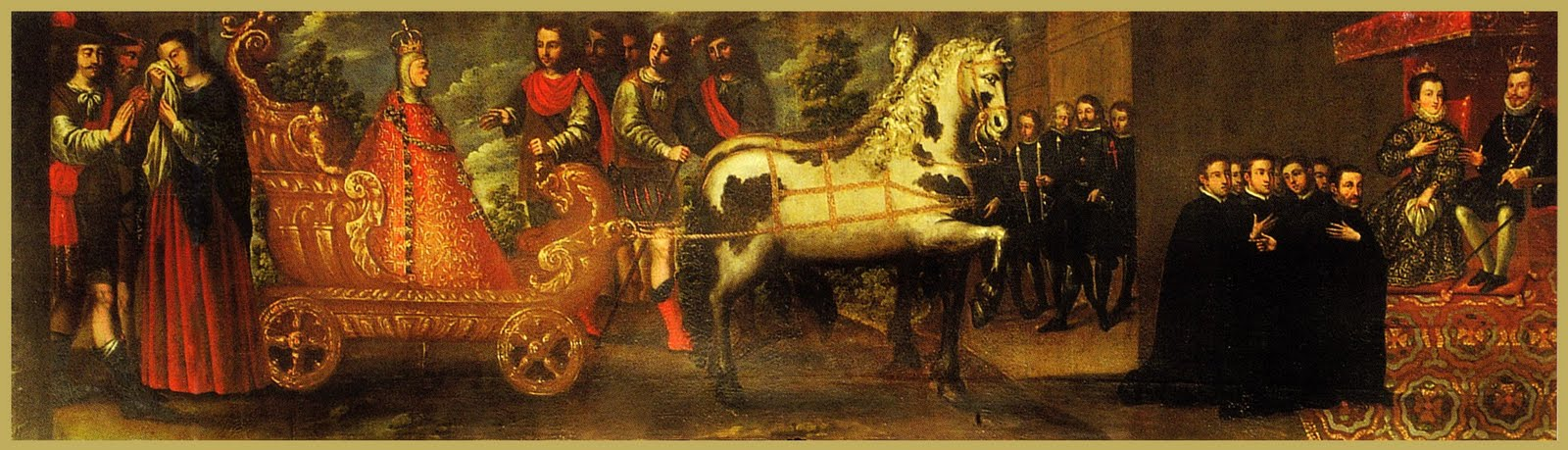
Llegada de la Virgen Vulnerata a Valladolid, iglesia del Real Colegio de San Albano, Valladolid. El lienzo, pintado hacia 1679, representa la llegada a Valladolid, en 1600, de una imagen de la Virgen profanada durante el saqueo de Cádiz por los ingleses en 1596.